# Orenburg
Orenburg (în rusă Оренбург) este un oraș din regiunea Orenburg, Federația Rusă și în 2002 avea o populație de 549.361 locuitori. Orașul Orenburg este centrul administrativ al regiunii Orenburg. 

## Demografie
| An   | Locuitori |
| ---- | --------- |
| 1897 | 72.425    |
| 1939 | 171.726   |
| 1959 | 267.317   |
| 1970 | 344.266   |
| 1979 | 458.747   |
| 1989 | 546.501   |
| 2002 | 549.361   |
| 2010 | 548.331   |
| 2017 | 564.443   |

Notă: Date din statisticile de recensământ ale populației

## Regiuni vecine
- Regiunea Tambov
- Regiunea Pensa
- Regiunea Samara
- Regiunea Voroneț
- Regiunea Volgograd
- Kazahstan

## Literatură
- Pjotr Rytschkow (1712–1777), Orenburgische Topographie, Leipzig și Weimar 1983 Partea 1 Partea a 2-a